# Varyná Voleibol Club
Varyná Voleibol Club es el nombre de un equipo profesional de voleibol de la ciudad de Barinas creado en 2011 y miembro fundador de la Liga Venezolana de Voleibol. Disputa sus partidos en el Domo Bolivariano 5 de Julio. 

## Historia
Fundado en 2011, milita en la Liga Venezolana de Voleibol desde la temporada 2011 participando desde la primera edición junto con otros 5 equipos venezolanos. Tiene su sede en el Domo 5 de Julio (o Bolivariano) de la Ciudad Deportiva de Barinas, capital del estado Homónimo, en la región de los llanos al occidente de Venezuela. Sus juegos son televisados por la cadenas TVes, Directv Sports Venezuela  y la televisora Regional Barinas TV El cubano David Suárez es su primer entrenador
El nombre Varyná escogido para el club significa (Tierra Mía) y se deriva de una antigua tribu local que se estableció en lo que hoy es el territorio del Estado Barinas para la época de llegada de los españoles.
En la temporada 2011 clasificó a la Semifinal cayendo derrotado en 2 juegos ante Industriales de Valencia.